# Bartolomé Torres Naharro
Bartolomé Torres Naharro (1485, Torre de Miguel Sesmero, Provincie Badajoz – 1520/1540, Sevilla) byl španělský renesanční básník, dramatik a kněz.

## Život a dílo
Vystudoval zřejmě filozofii a humanitní vědy na univerzitě v Salamance. Po svém vysvěcení na kněze v Římě vstoupil do služeb kardinála Giulia di Guiliana de Mediciho, budoucího papeže Klementa VII., na jehož dvoře vznikla většina z jeho děl. V roce 1517 byla v italské Neapoli vydána „Propalladia“, v jejíž předmluvě vyslovil svůj postoj k jednotlivým druhům dramatu. Jeho nejznámější drama, komedie „Himenea“, pak pojednává o otázce cti. Jeho hry jsou výrazově bohaté a obsahují mnoho nestydatých, nemravných pasáží.